# Ivanovo Polje
Ivanovo Polje (česky Ivanovo Pole) je vesnice v Chorvatsku v Bjelovarsko-bilogorské župě, spadající pod opčinu Dežanovac. Nachází se asi 6 km západně od Daruvaru. V roce 2011 zde žilo 233 obyvatel. V roce 1991 bylo 10,85 % obyvatel (28 z tehdejších 258 obyvatel) české národnosti.

## Sousední sídla
| Růžice kompasu | Brestovačka Brda |               |                | Růžice kompasu |
| Růžice kompasu | Dežanovac        | Sever         | Gornji Daruvar | Růžice kompasu |
| Růžice kompasu | Dežanovac        | Ivanovo Polje | Gornji Daruvar | Růžice kompasu |
| Růžice kompasu | Dežanovac        | Jih           | Gornji Daruvar | Růžice kompasu |
| Růžice kompasu | Golubinjak       |               |                | Růžice kompasu |